# 어둠 속에 벨이 울릴 때
《어둠 속에 벨이 울릴 때》(Play Misty For Me)는 1971년 미국에서 제작된 클린트 이스트우드 감독의 드라마, 스릴러 영화이다. 클린트 이스트우드 등이 주연으로 출연하였고 로버트 달리 등이 제작에 참여하였다.

## 줄거리
데이브 가버는 캘리포니아 카멜바이더시에 위치한 KRML 라디오의 디스크자키로, 매일 밤 시를 곁들인 방송을 진행한다. 어느 날, 그는 단골 바에서 일상적인 놀이를 즐기다 한 여성의 시선을 끌고, 그녀와 함께 집으로 향한다. 그녀의 이름은 이블린 드레이퍼. 사실 그녀는 우연히 만난 사람이 아니었다. 라디오 방송을 통해 데이브가 자주 언급하던 그 바를 찾아온 것이었다. 데이브는 곧 그녀가 방송에 자주 전화를 걸어 재즈 곡 「Misty」를 신청했던 인물임을 알아차린다. 두 사람은 하룻밤을 보낸다.
처음엔 가벼운 만남으로 시작됐지만, 이블린은 점차 집착적이고 불안정한 모습을 보이기 시작한다. 그녀는 허락 없이 데이브의 집을 찾아오고, 직장까지 따라오며, 홀로 두지 말라고 요구한다. 결국 이블린은 데이브의 중요한 업무 미팅에 난입하고, 이를 계기로 데이브는 그녀와의 관계를 끊으려 한다.
하지만 이블린은 그의 집에서 손목을 그으며 자살을 시도하고, 자신을 받아주지 않으면 또다시 극단적인 선택을 하겠다고 위협한다. 데이브가 그녀를 단호히 거절하자, 이블린은 그의 집에 침입해 물건들을 훼손하고, 이를 발견한 가정부 버디를 칼로 찔러 병원에 이르게 만든다. 이 사건으로 이블린은 정신병원에 수용된다.
그 후 데이브는 옛 연인이던 토비 윌리엄스와 다시 가까워진다. 몇 달이 지난 어느 날, 데이브는 다시 방송 중 「Misty」 신청 전화를 받는다. 전화의 주인공은 이블린이었다. 그녀는 이제 가석방되었으며 하와이로 떠날 예정이라고 말하며, 「애너벨 리」라는 시를 인용한다. 그날 밤, 이블린은 데이브의 집에 몰래 들어와 칼로 그를 공격하지만, 데이브는 가까스로 저항하여 그녀를 쫓아낸다.
데이브는 경찰에게 협조를 요청하고, 전화 도청을 의뢰한다. 그리고 토비에게 이블린의 위험성을 설명하며 조심할 것을 당부한다. 그러나 이미 이블린은 ‘애너벨’이라는 이름으로 토비에게 접근해 함께 살고 있었다. 토비는 결국 이블린의 손목 흉터를 보고 정체를 알아차리지만, 탈출하기 전에 붙잡혀 묶이고 입까지 막힌다. 경찰이 복지 점검을 위해 찾아오지만, 이블린에게 살해당한다.
데이브는 「애너벨 리」 시와 토비의 새로운 룸메이트 사이의 연관성을 깨닫고 집으로 달려간다. 그는 그곳에서 묶여 있는 토비를 발견하지만, 이블린이 다시 나타나 그를 세 차례 공격한다. 마지막 순간, 데이브는 그녀를 밀쳐 유리창 밖으로 떨어뜨리고, 그녀는 절벽 아래로 추락해 사망한다. 부상을 입은 데이브는 토비를 풀어주고, 두 사람은 함께 집을 나선다. 이때 라디오에서는 데이브의 목소리와 함께 「Misty」가 흘러나온다.

## 출연

### 주연
- 클린트 이스트우드 - 데이브 가버 역

### 조연
- 제시카 월터 – 이블린 드레이퍼 역
- 도나 밀스 – 토비 윌리엄스 역
- 존 라치 – 맥컬럼 경사 역
- 잭 깅 – 프랭크 역
- 아이린 허비 – 매지 역
- 제임스 맥이친 – 알 몬티 역
- 클라리스 테일러 – 버디 역
- 도널드 시겔 – 머피 역
- 듀크 에버츠 – 제이 제이 역
- 잭 코슬린 – 택시 기사 역
- 브릿 린드 – 안젤리카 역

## 기타
- 원작자: 클린트 이스트우드
- 협력프로듀서: 밥 라슨
- 미술: 알렉산더 골릿즌